# Günter Stachel
Günter Stachel (* 25. Juni 1922 in Leipzig; † 16. Juni 2013 in Mainz) war ein deutscher römisch-katholischer Theologe.

## Leben
Günter Stachel studierte Theologie an der Theologischen Fakultät Paderborn und an der Ludwig-Maximilians-Universität München. 1961 wurde er als Professor für katholische Theologie und Religionspädagogik an die Pädagogische Hochschule Weingarten berufen. An der Johann Wolfgang Goethe-Universität Frankfurt am Main lehrte er von 1970 bis 1972. 1971 erhielt er den Ruf auf den neu errichteten Lehrstuhl für Religionspädagogik, Katechetik und Fachdidaktik des Religionsunterrichts an der Katholisch-Theologischen Fakultät der Johannes Gutenberg-Universität Mainz. Die Emeritierung erfolgte im Jahre 1990. Von 1973 bis 1990 war er Vorsitzender der Arbeitsgemeinschaft Katholischer Katechetik-Dozenten.